# Biserica de lemn „Sfinții Arhangheli Mihail și Gavriil” din Hincăuți
Biserica de lemn „Sfinții Arhangheli Mihail și Gavriil” este o biserică amplasată în Hincăuți, raionul Edineț, Republica Moldova. Este un monument arhitectural de importanță națională inclus în Registrul monumentelor Republicii Moldova ocrotite de stat și datează din 1806.
Biserica este inclusă de două ori în Registrul monumentelor Republicii Moldova ocrotite de stat:
- cu nr. 939 (raionul Edineț), numită Biserica de lemn „Sfinții Arhangheli Mihail și Gavriil”[2]
- cu nr. 1738 (raionul Ocnița), numită Biserica de lemn “Sf.Arhanghel Mihail”[1]

În mai 2025, în Registru a fost introdusă o rectificare, prin care la poziția 939 din lista raionului Edineț a fost corectată localitatea din Hancăuți în Hincăuți. Rectificarea dată nu a inclus și îndepărtarea aceleiași biserici din lista raionului Ocnița.